# Лийват, Лола
Лола Лийват (эст. Lola Liivat, также — Лола Лийват-Макарова, до 1967 — Макарова; 17 августа 1928, Таллин — 6 мая 2025) — эстонская художница.

## Биография
Родилась 17 августа 1928 года в Таллине, через четыре года семья переехала в Раквере.
В 1948—1954 годах училась в Тартуском государственном художественном институте Эстонской ССР (с 1951 года Тартуский филиал Государственного художественного института Эстонской ССР), позднее преподавала в художественной школе.
Умерла 6 мая 2025 года в возрасте 96 лет.

## Творчество
Известна как один наиболее значимых художников-абстракционистов Эстонии. После встречи с американскими художниками Кэтрин и Гарри Колманами в 1957 году на Московском фестивале молодёжи и студентов начала писать абстрактные работы.
Участвовала более чем в сотне выставок. Творческий путь также включает 15-летний запрет на выставление работ в советский период.
В августе 2018 года в Тартуском художественном музее открылась крупнейшая ретроспектива абстрактных работ художницы.

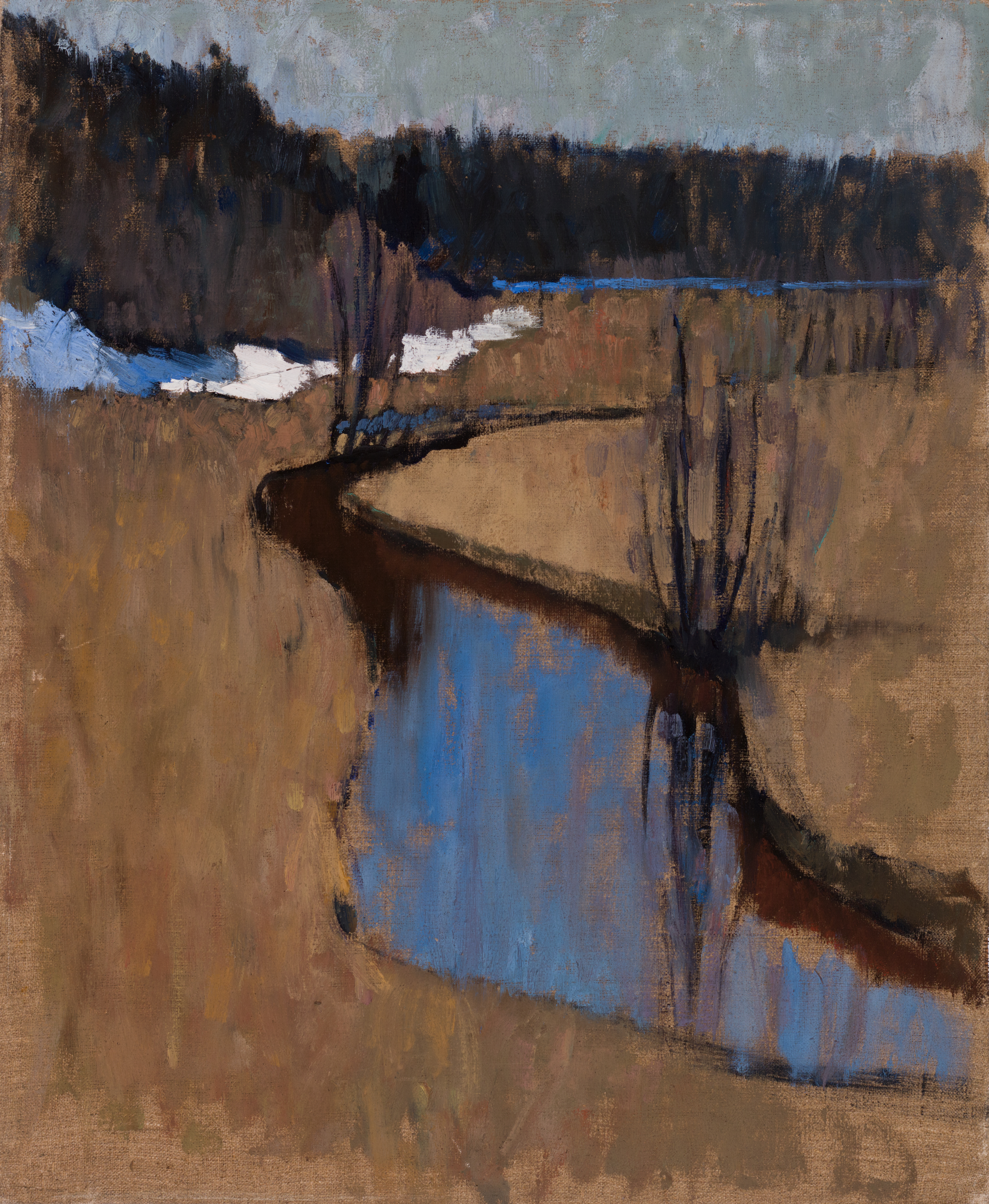
Весна (1959)
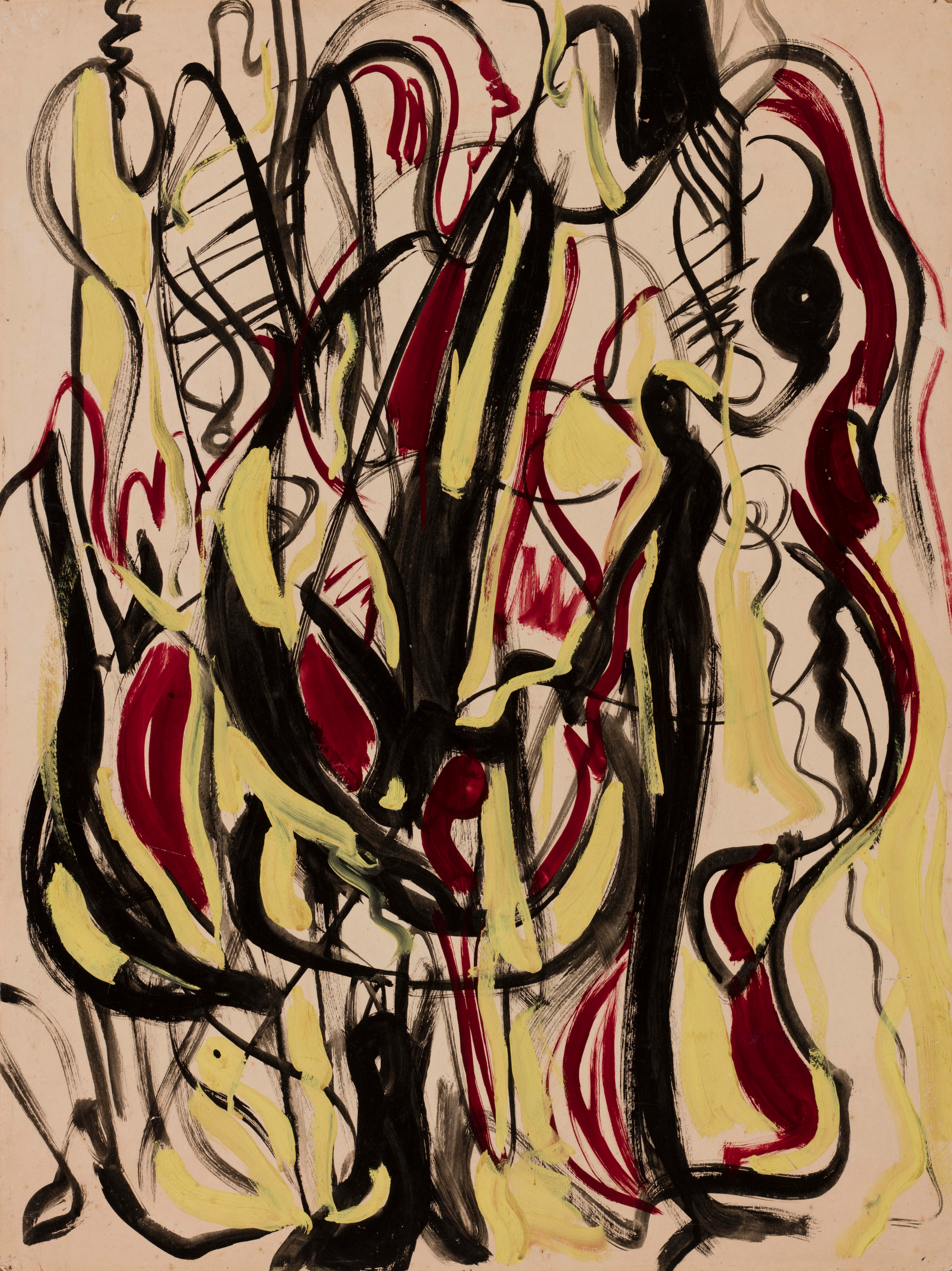
А-ля Кандинский (1960)
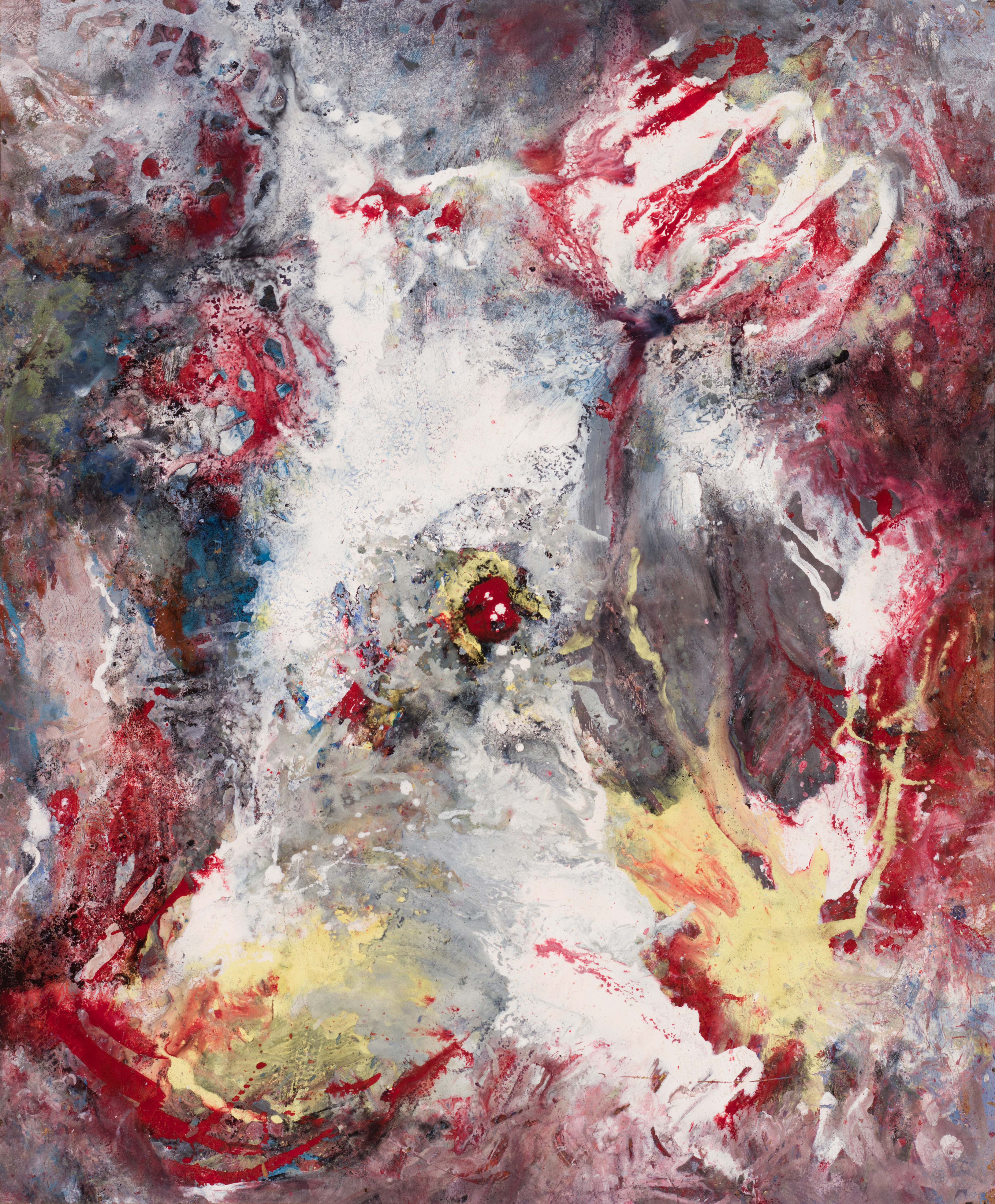
Весна I (1967)
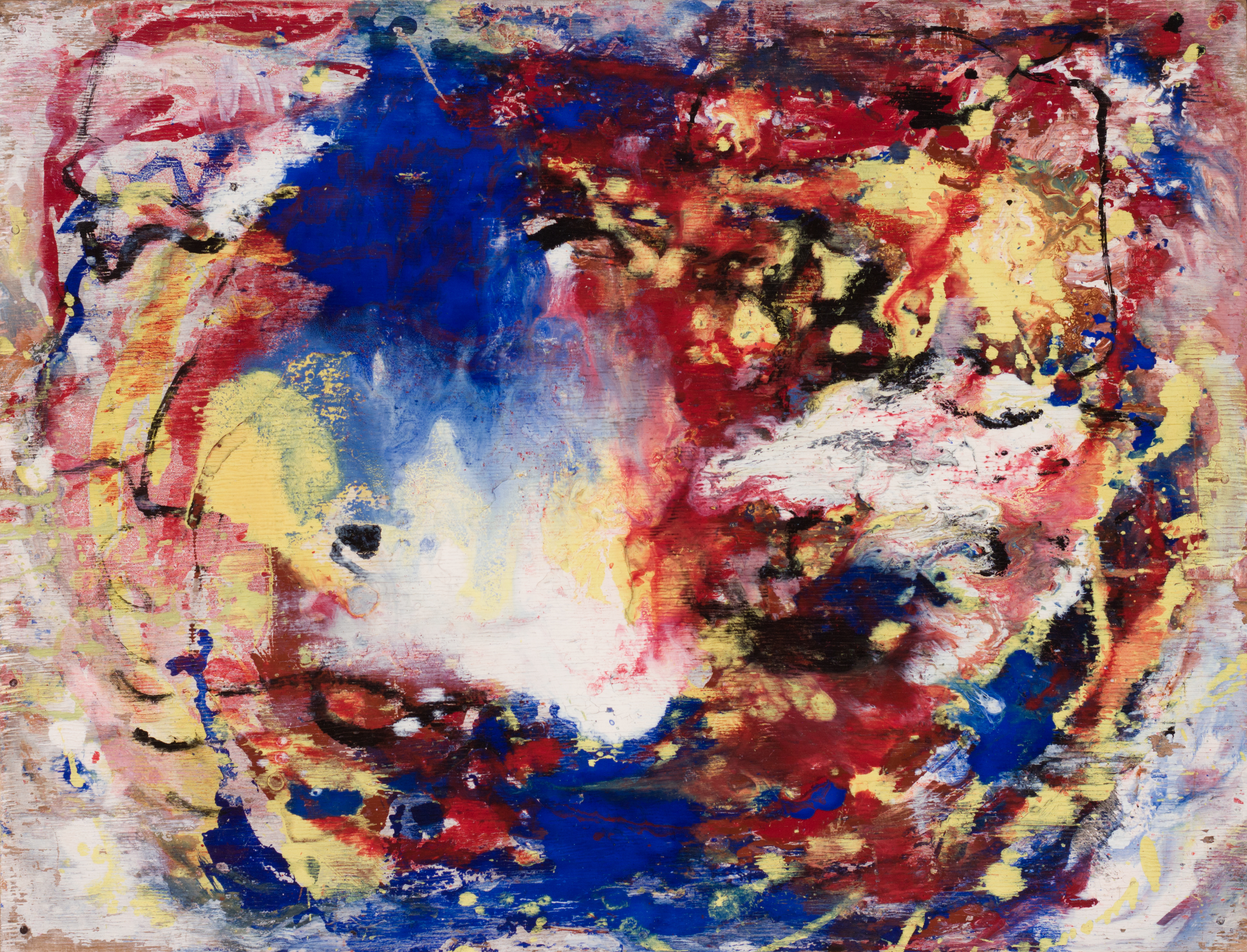
Композиция (1967)
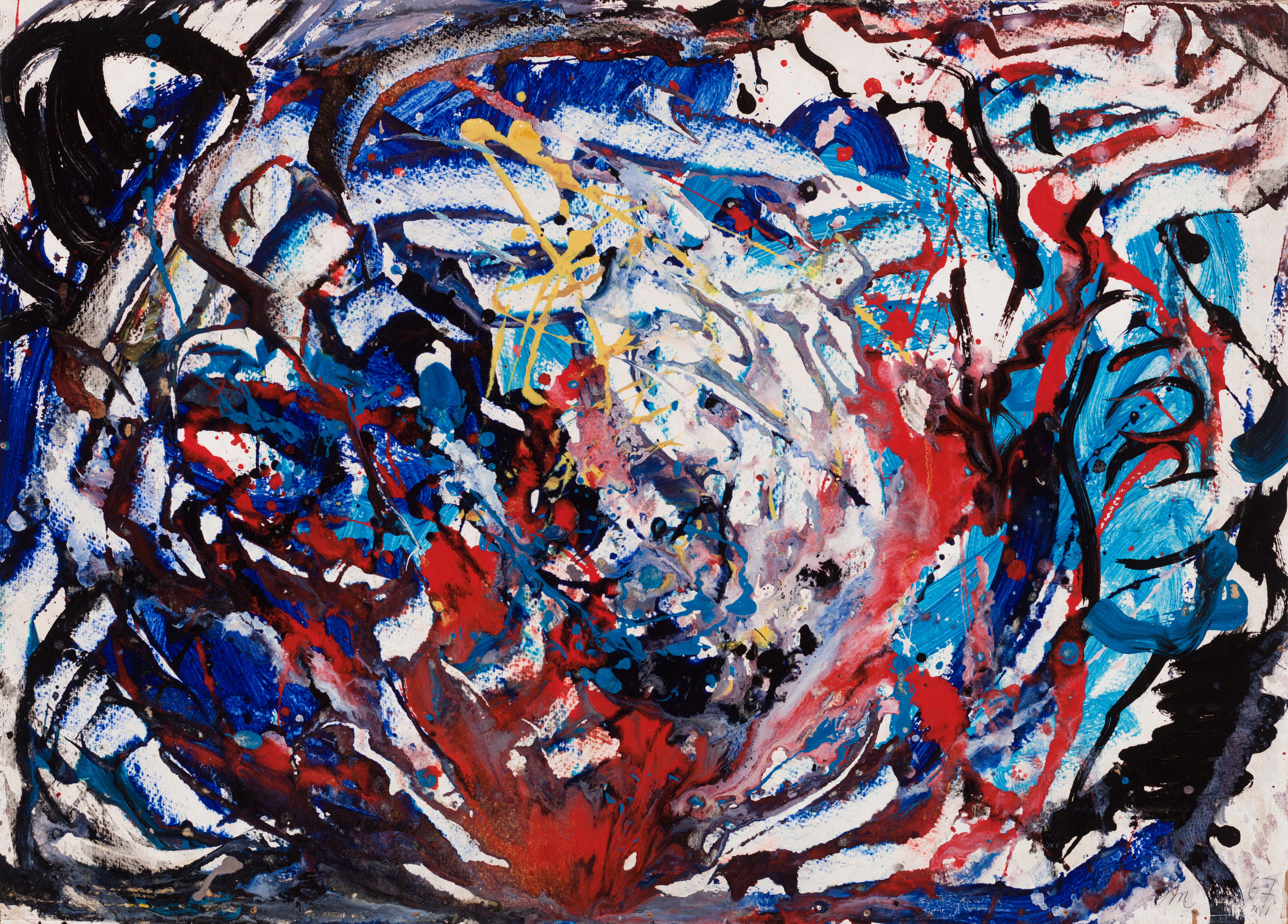
Абстракция (1967)
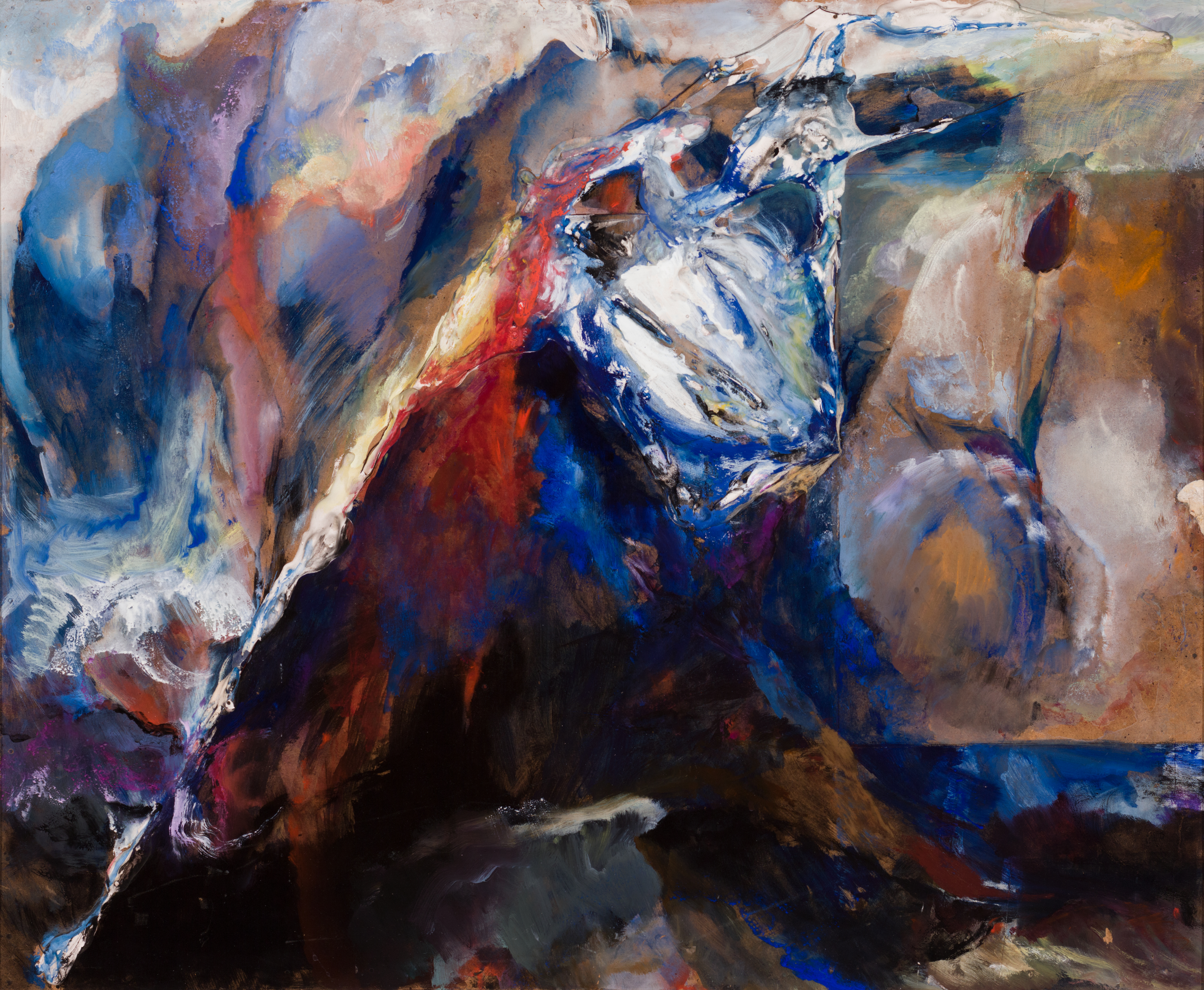
Композиция I (1969)